# 18413 Adamspencer
18413 Adamspencer è un asteroide della fascia principale. Scoperto nel 1993, presenta un'orbita caratterizzata da un semiasse maggiore pari a 3,0564069 UA e da un'eccentricità di 0,1197716, inclinata di 11,18885° rispetto all'eclittica.